# Không kích cảm tử vào Colombo
Trận không kích cảm tử vào Colombo là một cuộc tấn công tự sát không thành dạng thần phong tiến hành bởi phi đội không quân của Những con Hổ giải phóng Tamil ngày 20 tháng 2 năm 2009, nhắm vào khu vực trong và xung quanh Colombo, Sri Lanka. Cuộc tấn công dụ trù tương tự như sự kiện 11 tháng 9, khi máy bay được sử dụng như bom bay và đâm trực tiếp và mục tiêu của chúng. Tuy nhiên cuộc tấn công thất bại vì Lực lượng Không Quân Sri Lanka phát giác hai máy bay chứa chất nổ và bắn rơi chúng trước khi chúng chạm mục tiêu. Dưới mặt đất, hai người chết và hơn 50 bị thương vì vụ tấn công.

## Hoàn cảnh
Giới chức cảnh sát và quân đội chính phủ Sri Lanka chờ đợi phía Hổ Tamil sẽ mở thêm các cuộc tấn công khủng bố tự sát trong khi quân chính phủ từ từ siết chặt vòng vây và chiếm thêm lãnh thổ do phiến quân kiểm soát ở phía Bắc đảo quốc này. "Chúng có mở các cuộc tấn công tuyệt vọng tương tự như vụ này," một viên chức quân sự cho hay ở Colombo. "Tuy nhiên chúng tôi đã đặt hệ thống phòng không trong tình trạng báo động hoàn toàn và chúng tôi có thể đối phó với mối đe dọa này."
Hổ Tamil nghe nói có năm chiếc phi cơ cánh quạt loại Zlin Z-43 của Tiệp Khắc, đã được tháo rời ra để lén lút đưa vào Sri Lanka rồi sau đó ráp lại. Chưa biết là phiến quân còn lại bao nhiêu phi cơ loại này sau khi quân chính phủ mở cuộc tấn công toàn diện mấy tháng trước để tiêu diệt hoàn toàn lực lượng Hổ Tamil. Có 17 phiến quân đã bị giết trong các cuộc giao tranh ở phía Bắc hôm Thứ Sáu 20 tháng 2, cùng ngày trước khi Hổ Tamil mở cuộc tấn công kiểu thần phong vào thủ đô Colombo.

## Không kích
Tối Thứ Sáu, 20 tháng 2, các phi cơ phiến quân bay về Colombo. Lực lượng phòng vệ chính phủ ở nơi này đã ra lệnh báo động, bắn hạ một chiếc ở gần phi trường chính và buộc chiếc thứ nhì ra khỏi hướng bay, rơi vào văn phòng sở thuế nhà nước. Theo phát ngôn viên không quân, Janaka Nanayakkara, mỗi phi cơ có chở theo 215 ký lô chất nổ C-4, loại chất nổ có sức công phá lớn, và các đơn vị phòng không bảo vệ thủ đô đã ngăn chặn được một thiệt hại lớn lao.
Sau khi xem xét xác phi cơ, phi công Hổ Tamil không có dụng cụ để bay đêm mà chỉ có một đèn bấm và một máy định vị trí. Tại quốc gia láng giềng Ấn Độ, hệ thống phòng không cũng được lệnh báo động để đề phòng trường hợp phi cơ địch tấn công.

## Phản ứng
Sri Lanka tăng cường hệ thống phòng không, chỉ một ngày sau khi ngăn chặn được một đe dọa gây thiệt hại nặng nề cho thủ đô Colombo. Tuy nhiên, phía Hổ Tamil nói rằng cuộc tấn công, vốn làm bốn người thiệt mạng, kể cả hai phi công Hổ Tamil, và 58 người khác bị thương, đã rất "thành công."